# Cava Contessa - Cugno Lupo
Cava Contessa - Cugno Lupo este o arie protejată (arie specială de conservare — SAC, sit de importanță comunitară — SCI) din Italia întinsă pe o suprafață de 1.795 ha, integral pe uscat.

## Localizare
Centrul sitului Cava Contessa - Cugno Lupo este situat la coordonatele 36°59′04″N 15°06′33″E / 36.984367°N 15.109234°E.

## Înființare
Situl Cava Contessa - Cugno Lupo a fost declarat sit de importanță comunitară în septembrie 1995 pentru a proteja 2 specii de plante și 8 specii de animale. Situl a fost protejat și ca arie specială de conservare în decembrie 2017.

## Biodiversitate
Situată în ecoregiunea mediteraneană, aria protejată conține 9 habitate naturale: Sarcopoterium spinosum phryganas, Tufărișuri termo-mediteraneene și de pre-deșert, Galerii și tufărișuri riverane sudice (Nerio-Tamaricetea și Securinegion tinctoriae), Păduri de Quercus ilex și Quercus rotundifolia, Păduri de Platanus orientalis și Liquidambar orientalis (Platanion orientalis), Râuri mediteraneene cu debit intermitent, cu specii de Paspalo-Agrostidion, Păduri de Olea și Ceratonia, Pante stâncoase calcaroase cu vegetație casmofită, Pseudostepă cu ierburi și specii anuale de Thero-Brachypodietea.
La baza desemnării sitului se află mai multe specii protejate:
- plante (2): Dianthus rupicola, Ophrys lunulata
- păsări (7): Alectoris graeca whitakeri, erete de stuf (Circus aeruginosus), erete vânăt (Circus cyaneus), erete cenușiu (Circus pygargus), Falco biarmicus, șoim călător (Falco peregrinus), sturz-cântător (Turdus philomelos)
- reptile (1): elaphe situla (Zamenis situla)

Pe lângă speciile protejate, pe teritoriul sitului au mai fost identificate 36 de specii de plante, 3 specii de păsări, 3 specii de amfibieni, 40 de specii de nevertebrate, 7 specii de reptile.